# 拉罗谢尔机场
拉罗谢尔机场，商业名称为拉罗谢尔雷岛机场（法語：Aéroport de La Rochelle-Île de Ré），是法国西部城市拉罗谢尔的城市客运机场，位于拉罗谢尔市镇范围西北部，距离拉罗谢尔市中心大约4公里。

## 历史
拉罗谢尔机场始建于二十世纪30年代，第二次世界大战期间被纳粹德军控制并改为军事机场，战后恢复民用。2024年6月，拉罗谢尔机场首次开行直飞马拉喀什的洲际航班。

## 航空公司与目的地
截至2024年11月，拉罗谢尔机场开行3条固定航线和1条季节性航线。
| 航空公司 | 目的地                                                                       |
| -------- | ---------------------------------------------------------------------------- |
| 易捷航空 | 里昂 季节性：布里斯托、日内瓦、盖特威克、曼彻斯特                            |
| 瑞安航空 | 马赛、波尔图 季节性：布鲁塞尔-沙勒罗瓦、都柏林、马拉喀什、科克、倫敦史坦斯特 |

## 接驳交通
拉罗谢尔机场前方建有停车场。拉罗谢尔公交1b路可直通拉罗谢尔市区。